# Júlio César Leal
Júlio César Leal (sinh ngày 13 tháng 4 năm 1951) là một cựu cầu thủ và huấn luyện viên bóng đá người Brasil. Ông từng dẫn dắt Đội tuyển bóng đá quốc gia Các Tiểu vương quốc Ả Rập Thống nhất (1985-1987), Đội tuyển bóng đá quốc gia Tanzania (2006).